# Karl Buschmann (Gewerkschafter)
Karl Buschmann (* 12. August 1914 in Bielefeld; † 16. Februar 1988 ebenda) war ein deutscher Gewerkschafter. Von 1963 bis 1978 war er Vorsitzender der Gewerkschaft Textil-Bekleidung (GTB).

## Leben
Nach Abschluss einer Lehre als Maurer war er während der Weltwirtschaftskrise einige Zeit arbeitslos und fand 1934 Arbeit in einem Bielefelder Textilunternehmen. Unmittelbar nach Kriegsende engagierte er sich beim Aufbau der Gewerkschaft Textil-Bekleidung-Leder in Bielefeld und in der Britischen Besatzungszone. 1947 wurde er hauptamtlicher Bezirkssekretär seiner Gewerkschaft und leitete den Bezirk Minden-Lippe (Ostwestfalen-Lippe), bis er vom 2. Ordentlichen Gewerkschaftstag der Gewerkschaft Textil-Bekleidung (GTB) 1951 in den Geschäftsführenden Hauptvorstand gewählt wurde. Hier übernahm er die Zuständigkeit für Tarifpolitik. 1961 wurde Buschmann stellvertretender Vorsitzender der GTB, 1963 wählte ihn der Gewerkschaftstag zum Vorsitzenden.
1978 verabschiedete sich Karl Buschmann aus Altersgründen aus dem Amt. Er starb am 16. Februar 1988 im Alter von 73 Jahren in seiner Geburtsstadt Bielefeld.

## Leistungen
Unter seiner Leitung als für Tarifpolitik zuständiges Vorstandsmitglied standen insbesondere die Frage der Angleichung der niedrigeren Löhne in der Textil- und Bekleidungsindustrie an das Niveau der Gesamtindustrie sowie die Verkürzung der regelmäßigen Wochenarbeitszeit von 48 auf 40 Stunden auf der Tagesordnung. Zu großen Streikbewegungen in der Textilindustrie kam es 1953 im Tarifbezirk Westfalen, 1958 in Niedersachsen/Bremen und Hessen. In der Bekleidungsindustrie setzte Buschmann 1954 erstmals verbindliche Erholzeiten für die Akkordbeschäftigten tarifvertraglich durch. 1955 wurde erstmals eine Effektivlohnklausel vereinbart, durch die Anrechnungen von Tariferhöhungen auf betriebliche Zulagen ausgeschlossen wurde. Das Bundesarbeitsgericht erklärte diese Tarifbestimmung zwölf Jahre später für unwirksam. Zum Ende der Amtszeit des Gewerkschaftsvorsitzenden Werner Bock (Gewerkschafter) kam es zu einem Machtkampf über die zukünftige politische Ausrichtung der bis dahin traditionell ausgerichteten GTB. Auf den Gewerkschaftstagen 1961 setzte sich in einer Kampfabstimmung Karl Buschmann gegen den von Bock favorisierten niedersächsischen Bezirksleiter Georg Drescher durch, dem Vertreter des linksorientierten Flügels der Gewerkschaft.
Als Gewerkschaftsvorsitzender schlug den Arbeitgebern in der Folgezeit einen sozialpartnerschaftlichen Umgang vor, diese sollten im Gegenzug die Rolle der Gewerkschaft stärker anerkennen, u. a. stimmten sie Tarifregelungen zum Schutz und zur Freistellung gewerkschaftlicher Vertrauensleute, sowie dem Einzug der Gewerkschaftsbeiträge durch die Lohnbüros und Vorteilsregelungen für Gewerkschaftsmitglieder zu. Über die Frage eines exklusiven Urlaubsgeldes nur für Gewerkschaftsmitglieder kam es im Jahr 1965 zu einem Grundsatzkonflikt mit den Arbeitgebern, der in einem Streik in der westfälischen Bekleidungsindustrie mündete. Dieser wurde nach 13 Wochen gerichtlich verboten. Dieses Verbot wurde vom Bundesarbeitsgericht bestätigt. Das Gericht sah die freie Entscheidung der Beschäftigten, einer Gewerkschaft fernzubleiben (negative Koalitionsfreiheit), gefährdet.
Besonders geprägt war seine Zeit als Vorsitzender durch die beginnende Internationalisierung der Bekleidungsproduktion. Als einer der ersten Branchen begann bereits in den 1960er Jahren die Bekleidungsindustrie Arbeitsplätze in größerem Umfang in Länder mit niedrigen Lohn- und Arbeitsstandards zu verlagern.
Zum Schutz der heimischen Arbeitsplätze stritt Karl Buschmann Anfang der 70-Jahre des vorigen Jahrhunderts für ein Welttextilabkommen, dass 1973 in Kraft trat und die Steigerungsraten von Textil- und Bekleidungsimporten begrenzte und damit den Verlagerungsprozess verzögerte. So verringerte sich die Zahl der Beschäftigten in der deutschen Bekleidungsindustrie von 406.000 (nur Westdeutschland) im Jahr 1966 auf 93.000 im Jahr 1996 (Gesamtdeutschland). Diese Entwicklung folgte die Auflösung der Gewerkschaft Textil-Bekleidung im Jahr 1998.
Karl Buschmann hatte in den 70er Jahren bereits darauf hingewiesen, dass die Produktion in Ländern ohne gewerkschaftliche Vertretungen und ohne zivilgesellschaftliche Einrichtungen, ungezügelte Ausbeutung nach sich ziehen würde. Er war seiner Zeit voraus und forderte Sozialklauseln in internationalen Handelsverträgen, mit denen die Entwicklung der Schwellenländer auch im Hinblick auf die dortigen Lebens- und Arbeitsbedingungen unterstützt werden sollte.
Karl Buschmann verfolgte auch intern einen Modernisierungskurs. Als erste Gewerkschaft führte die GTB 1971 den verpflichtenden dynamischen Beitrag von 1 Prozent des Monatseinkommens ein. Dem Arbeitsplatzabbau stellte er eine „Vorwärtsstrategie“ entgegen, durch die es gelang, den gewerkschaftlichen Organisationsgrad deutlich zu erhöhen. Unter seiner Führung festigte sich der Kurs der GTB als grundsätzlich sozialpartnerschaftlich orientierte Gewerkschaft. Dennoch scheute Buschmann den Konflikt mit den Arbeitgeberverbänden nicht, wenn er überzeugt war, damit dem Willen der Mehrheit der Mitglieder zu entsprechen. Zeichen dafür waren die Streiks in der Bekleidungsindustrie 1971 und 1975, sowie die Tarifrunde 1973, in der die GTB unter Streikandrohung eine hundertprozentige Erfüllung der Tarifforderungen durchsetzte.

## Auszeichnungen
- 1974: Großes Bundesverdienstkreuz
- 1979: Großes Bundesverdienstkreuz mit Stern[8]